# Xian de Lingchuan (Shanxi)
Pour les articles homonymes, voir Lingchuan.
Le xian de Lingchuan (陵川县 ; pinyin : Língchuān Xiàn) est un district administratif de la province du Shanxi en Chine. Il est placé sous la juridiction de la ville-préfecture de Jincheng.

## Démographie
La population du district était de 250 324 habitants en 1999.